# Lee Meriwether
Lee Ann Meriwether (ur. 27 maja 1935) – amerykańska aktorka i modelka. Miss America z 1955 roku. 

## Biografia
Urodziła się w 1935 roku w Los Angeles, ale dorastała w San Francisco. Uczęszczała do George Washington High School, a potem do San Francisco City College. Wyróżniała się urodą. Zdobywała kolejno tytuły Miss San Francisco, później Miss Kalifornia, a w końcu Miss America (1955). Po tym sukcesie została jedną z prowadzących program telewizyjny Today.
W tym samym czasie zaczęła pojawiać się jako aktorka w pojedynczych odcinkach seriali telewizyjnych. W 1959 roku zadebiutowała w filmie fabularnym Czterowymiarowy człowiek (4D Man), grając główną rolę Lindy Davis. W 1966 roku wystąpiła w roli Kobiety-Kot w filmie Batman zbawia świat (Batman). Później pojawiała się głównie w serialach telewizyjnych, takich jak The Time Tunnel, Statek miłości (The Love Boat), Barnaby Jones, Rodzina Potwornickich (Family Munster), czy Wszystkie moje dzieci (All My Children).
Za rolę w serialu Barnaby Jones była dwukrotnie nominowany do nagrody Złotego Globu (1975, 1976) oraz do nagrody Emmy (1977). 
Prywatnie w latach 1958-1974 była żoną Franka Alettera, z którym ma dwie córki. Małżeństwo zakończyło się rozwodem. Od 21 września 1986 jest żoną Marshalla Bordena.